# 인터넷 자유
인터넷 자유(Internet freedom)는 디지털 권리, 정보의 자유, 인터넷 접속권, 인터넷 검열로부터의 자유, 그리고 망 중립성을 포괄하는 포괄적인 용어이다.

## 인권
인터넷 자유를 인권으로 지지하는 사람들 중에는 2012년 인터넷 자유를 인권으로 선언한 유엔 인권 이사회가 있다. 에릭 스터너는 인터넷 자유의 궁극적인 목표에는 동의하지만, 민주주의와 다른 자유에 초점을 맞추는 것이 최선의 전략이라고 생각한다.

## 비교적 자유로운 인터넷
J. 골드스미스는 유럽과 미국 간에 존재하는 언론의 자유에 대한 기본권의 차이와 그것이 인터넷 자유에 미치는 영향을 지적한다. 또한, 허위 정보를 유포하고 온라인 콘텐츠의 정확성에 대한 신뢰를 약화시키는 특정 유형의 발언이 만연하는 것은 모든 국가에서 인터넷 자유와 관련된 우려 사항으로 남아 있다. EU의 디지털 서비스법(DSA)은 소셜 미디어에서의 허위 정보와 잘못된 정보를 통제하기 위한 것이다. 이 법은 2023년에 발효되었으며 대규모 온라인 플랫폼과 검색 엔진에 적용된다. DSA는 플랫폼이 허위 정보와 유해 콘텐츠의 확산을 제한하기 위한 조치(예: 삭제 또는 강등)를 취하도록 요구한다. 또한 플랫폼이 알고리즘과 콘텐츠 관리 관행에 대해 더욱 투명하게 공개하도록 요구한다. 이를 통해 DSA는 불법 콘텐츠를 국가 차원에서 해결하기 위해 (2000년 전자상거래지침 이후) 제정된 유럽 연합의 다양한 국가법을 조화시키는 것을 목표로 한다.

## 비교적 자유롭지 못한 인터넷
일부 국가에서는 인터넷 자유를 제한하는 특정 사이트나 단어를 금지하기 위해 노력한다. 중화인민공화국(PRC)은 세계에서 가장 많은 인터넷 사용자를 보유하고 있으며, 세계에서 가장 정교하고 공격적인 인터넷 검열 및 통제 제도를 보유하고 있다. 2020년 프리덤 하우스는 중국을 인터넷 자유도에서 64개국 중 최하위로 평가했다.

## 같이 보기
- 인터넷 자유 지수
- 위키백과의 검열
- 자유 문화 운동
- 정보의 자유
- 표현의 자유
- 해적당
- 퍼블릭 도메인